# Antonia Hornberg
Antonia Hornberg (* 12. April 1991) ist eine ehemalige deutsche Fußballspielerin, die zuletzt für die SG 99 Andernach in der drittklassigen Regionalliga Südwest aktiv gewesen ist.

## Karriere
Hornberg spielte zuletzt in der Saison 2011/12 für den Mehrspartensportverein TuS Issel und bestritt vom 21. August bis zum 27. November 2011 elf Punktspiele in der drittklassigen Regionalliga Südwest, bevor sie den Verein verließ.
Nach Bad Neuenahr-Ahrweiler gelangt, spielte sie dort zunächst für die Zweite Mannschaft des SC 07 Bad Neuenahr, für die sie ein Tor in acht Punktspielen in der Staffel Süd der seinerzeit zweigleisigen 2. Bundesliga erzielte. Während dieser Zeit wurde sie auch einmal in der Ersten Mannschaft in der Bundesliga eingesetzt, so am 9. April 2012 (13. Spieltag) bei der 1:3-Niederlage im Heimspiel gegen den VfL Wolfsburg. In der Folgesaison bestritt sie 20 Bundesligaspiele und kam noch ein einziges Mal für die Zweite Mannschaft zum Einsatz. Des Weiteren bestritt sie zwei Pokalspiele.
Mit ihrem Wechsel ins Ausland, drei Monate nach Saisonende, kam sie in der seit 13. April begonnenen Saison für den norwegischen Erstliganeuling Avaldsnes IL in zehn Punktspielen zu Einsätzen. 
Nach Deutschland zurückgekehrt gehörte sie ein zweites Mal dem TuS Issel in der Regionalliga Südwest an. Für den Verein bestritt sie in der Rückrunde der Saison 2013/14 vier, in der Saison 2014/15 vierzehn Punktspiele, in denen ihr zwei Tore gelangen. In der Zweitligasaison 2016/17 erzielte sie ein Tor in zehn Punktspielen für den TSV Schott Mainz, bevor sie zur SG 99 Andernach wechselte und für den Verein seit der Saison 2017/18 spielt, zu Beginn in der 2. Bundesliga Süd, danach in der drittklassigen Regionalliga Südwest, aus der sie mit ihrer Mannschaft als regionaler Meiste in die zweithöchste Spielklasse zurückkehrte. Am 19. August 2018 (1. Spieltag) gelingen ihr beim 5:1-Sieg im Heimspiel gegen den 1. FC Saarbrücken II gleich vier Tore – soviele wie noch nie in einem Spiel.

## Erfolge
- Meister Regionalliga Südwest 2019 und Aufstieg in die 2. Bundesliga